# Lista odcinków serialu Skandal
Lista odcinków serialu Skandal (serial telewizyjny) – amerykańskiego serialu nadawanego od 2012 roku do 19 kwietnia 2018 roku przez stację ABC. Powstało siedem serii, które łącznie składają się z 124 odcinków. W Polsce serial jest emitowany przez Fox Life.
| Seria | Seria | Liczba odcinków | Czas emisji                     |
| ----- | ----- | --------------- | ------------------------------- |
|       | 1     | 7               | 5 kwietnia 2012 - 17 maja 2012  |
|       | 2     | 22              | 27 września 2012 – 22 maja 2013 |
|       | 3     | 18              | wrzesień 2013 – maj 2014        |
|       | 4     | 22              | 25 września 2014 – 14 maja 2015 |
|       | 5     | 21              | 24 września 2015 – 12 maja 2016 |
|       | 6     | 16              | 26 stycznia 2017 – 18 maja 2017 |
|       | 7     | 18              | 5 października 2017 – 2018      |

## Sezon 1
| Nr | Tytuł                 | Tytuł polski      | Premiera         | Premiera w Polsce | Kod   |
| -- | --------------------- | ----------------- | ---------------- | ----------------- | ----- |
| 1  | Sweet Baby            | Maleńka           | 5 kwietnia 2012  | 16 kwietnia 2012  | #1.1  |
| 2  | Dirty Little Secrets  | Brudne sekreciki  | 12 kwietnia 2012 | 23 kwietnia 2012  | #1.2. |
| 3  | Hell Hath No Fury     | Furia             | 19 kwietnia 2012 | 30 kwietnia 2012  | #1.3  |
| 4  | Enemy of the State    | Dla ludzi         | 26 kwietnia 2012 | 7 maja 2012       | #1.4  |
| 5  | Crash and Burn        | Wróg publiczny    | 3 maja 2012      | 14 maja 2012      | #1.5  |
| 6  | The Trail             | Fatalne zderzenie | 10 maja 2012     | 21 maja 2012      | #1.6. |
| 7  | Grant: For the People | Smuga             | 17 maja 2012     | 28 maja 2012      | #1.7  |

## Sezon 2
Emisję 2 sezonu serialu stacja ABC rozpoczęła 27 września 2012 roku. 
Premierowe odcinki 2 sezonu Skandalu były emitowane w Polsce od 17 października 2012 roku na kanale Fox Life.
| Nr | Tytuł                                    | Tytuł polski                              | Premiera             | Premiera w Polsce    | Kod   |
| -- | ---------------------------------------- | ----------------------------------------- | -------------------- | -------------------- | ----- |
| 1  | "White Hat's Gone"                       | Nieoczekiwane zagranie                    | 27 września 2012     | 17 października 2012 | #2.1  |
| 2  | "The Other Woman"                        | Ta druga                                  | 4 października 2012  | 24 października 2012 | #2.2. |
| 3  | "Hunting Season"                         | Sezon łowiecki                            | 18 października 2012 | 31 października 2012 | #2.3. |
| 4  | "Beltway Unbuckled"                      | Obwodnica                                 | 25 października 2012 | 7 listopada 2012     | #2.4. |
| 5  | "All Roads Leads to Fitz"                | Wszystkie drogi prowadzą do Fitza         | 8 listopada 2012     | 14 listopada 2012    | #2.5. |
| 6  | Spies Like Us                            | Szpiedzy tacy jak my                      | 15 listopada 2012    | 21 listopada 2012    | #2.6. |
| 7  | Defiance                                 | Opór                                      | 29 listopada 2012    | 16 stycznia 2013     | #2.7. |
| 8  | Happy Birthday, Mr. President            | Wszystkiego najlepszego Panie Prezydencie | 6 grudnia 2012       | 23 stycznia 2013     | #2.8. |
| 9  | Blown Away                               | Wiadomość, która zwala z nóg              | 13 grudnia 2012      | 30 stycznia 2013     | #2.9. |
| 10 | One for the Dog                          | Oszustwo w dobrej wierze                  | 10 stycznia 2013     | 6 lutego 2013        | #2.10 |
| 11 | A Criminal, a Whore, an Idiot and a Liar | Sprawy małżeńskie                         | 17 stycznia 2013     | 13 lutego 2013       | #2.11 |
| 12 | Truth or Consequences                    | Prawda i konsekwencje                     | 31 stycznia 2013     | 20 lutego 2013       | #2.12 |
| 13 | Nobody Likes Babies                      | W obronie własnej                         | 7 lutego 2013        | 27 lutego 203        | #2.13 |
| 14 | Whiskey Tango Foxtrot                    | Szok                                      | 14 lutego 2013       | 6 marca 2013         | #2.14 |
| 15 | Boom Goes the Dynamite                   | Wybuch                                    | 21 lutego 2013       | 13 marca 2013        | #2.15 |
| 16 | Top of the Hour                          | Pełna godzina                             | 21 marca 2013        | 3 kwietnia 2013      | #2.16 |
| 17 | Snake in the Garden                      | Wąż w ogrodzie                            | 28 marca 2013        | 10 kwietnia 2013     | #2.17 |
| 18 | Molly, You In Danger, Girl               | Niebezpieczna gra                         | 4 kwietnia 2013      | 17 kwietnia 2013     | #2.18 |
| 19 | Seven Fifty-Two                          | Obsesja                                   | 25 kwietnia 2013     | 1 maja 2013          | #2.19 |
| 20 | A Woman Scorned                          | Wzgardzona kobieta                        | 2 maja 2013          | 8 maja 2013          | #2.20 |
| 21 | Any Questions?                           | Jakieś pytania?                           | 9 maja 2013          | 15 maja 2013         | #2.21 |
| 22 | White Hat's Back On                      | Wracamy do gry                            | 16 maja 2013         | 22 maja 2013         | #2.22 |

## Sezon 3
Premierowy odcinek 3 sezonu został wyemitowany 3 października 2013 roku.
Sezon 3 jest podzielony na dwie części emisji serialu: jesień i wiosna. . Emisja wiosenna jest zaplanowana na 27 lutego 2014 roku. Premierowe odcinki 3 sezonu Skandal w Polsce będą emitowane od 29 października 2013 roku na kanale Fox Life
| Nr | Tytuł                               | Tytuł polski                        | Premiera             | Premiera w Polsce    | Kod   |
| -- | ----------------------------------- | ----------------------------------- | -------------------- | -------------------- | ----- |
| 1  | It's Handled                        | Załatwione                          | 3 października 2013  | 22 października 2013 | #3.01 |
| 2  | Guess Who's Coming to Dinner        | Zgadnij kto przyjdzie na obiad      | 10 października 2013 | 22 października 2013 | #3.02 |
| 3  | Mrs. Smith Goes to Washington       | Pani Smith jedzie do Waszyngtonu    | 17 października 2013 | 29 października 2013 | #3.03 |
| 4  | Say Hello to My Little Friend       | Przywitaj mojego małego przyjaciela | 24 października 2013 | 5 listopada 2013     | #3.04 |
| 5  | More Cattle, Less Bull              | Więcej bydła niż byków              | 31 października 2013 | 12 listopada 2013    | #3.05 |
| 6  | Icarus                              | Ikar                                | 7 listopada 2013     | 19 listopada 2013    | #3.06 |
| 7  | Everything's Coming Up Mellie       | Wszystko dla Mellie                 | 14 listopada 2013    | 26 listopada 2013    | #3.07 |
| 8  | Vermont is for Lovers, Too          | Vermont jest również dla kochanków  | 21 listopada 2013    | 3 grudnia 2013       | #3.08 |
| 9  | YOLO                                | Raz się żyje                        | 5 grudnia 2013       | 10 grudnia 2013      | #3.09 |
| 10 | A Door Marked Exit                  | Wyjście ewakuacyjne                 | 12 grudnia 2013      | 17 grudnia 2013      | #3.10 |
| 11 | Ride Sally Ride                     | Rusz się Sally                      | 27 lutego 2014       | 25 marca 2014        | #3.11 |
| 12 | We Do Not Touch the First Ladies    | Nie tykamy pierwszych dam           | 6 marca 2014         | 1 kwietnia 2014      | #3.12 |
| 13 | No Sun on the Horizon               | Nie widać słońca na horyzoncie      | 13 marca 2014        | 8 kwietnia 2014      | #3.13 |
| 14 | Kiss Kiss Bang Bang                 | Całuj i strzelaj                    | 20 marca 2014        | 15 kwietnia 2014     | #3.14 |
| 15 | Mama Said Knock You Out             | Nokaut                              | 27 marca 2014        | 22 kwietnia 2014     | #3.15 |
| 16 | The Fluffer                         | Puszek                              | 3 kwietnia 2014      | 29 kwietnia 2014     | #3.16 |
| 17 | Flesh and Blood                     | Rodzina                             | 10 kwietnia 2014     | 6 maja 2014          | #3.17 |
| 18 | The Price of Free and Fair Election | Cena wolnych i uczciwych wyborów    | 17 kwietnia 2014     | 13 maja 2014         | #3.18 |

## Sezon 4
8 maja 2014 roku, stacja ABC ogłosiła zamówienie 4 sezonu serialu Skandal
| Nr | Tytuł                            | Tytuł polski                    | Premiera             | Premiera w Polsce | Kod   |
| -- | -------------------------------- | ------------------------------- | -------------------- | ----------------- | ----- |
| 1  | Randy, Red, Superfreak and Julia | Powrót                          | 25 września 2014     | 5 lutego 2015     | #4.01 |
| 2  | The State of the Union           | Wspólny front                   | 2 października 2014  | 5 lutego 2015     | #4.02 |
| 3  | Inside the Bubble                | W wewnętrznym kręgu             | 9 października 2014  | 12 lutego 2015    | #4.03 |
| 4  | Like Father, Like Daughter       | Jaki ojciec, taka córka         | 16 października 2014 | 19 lutego 2015    | #4.04 |
| 5  | The Key                          | Klucz                           | 23 października 2014 | 26 lutego 2015    | #4.05 |
| 6  | An Innocent Man                  | Niewinny człowiek               | 30 października 2014 | 5 marca 2015      | #4.06 |
| 7  | Baby Made a Mess                 | Dziecina narozrabiała           | 6 listopada 2014     | 12 marca 2015     | #4.07 |
| 8  | The Last Supper                  | Ostatnia wieczerza              | 13 listopada 2014    | 19 marca 2015     | #4.08 |
| 9  | Where the Sun Don’t Shine        | Tam, gdzie słońce nie świeci    | 20 listopada 2014    | 26 marca 2015     | #4.09 |
| 10 | Run                              | W biegu                         | 29 stycznia 2015     | 2 kwietnia 2015   | #4.10 |
| 11 | Where's the Black Lady?          | Gdzie się podziała Czarna Dama? | 5 lutego 2015        | 9 kwietnia 2015   | #4.11 |
| 12 | Gladiators Don't Run             | Gladiatorzy nie uciekają        | 12 lutego 2015       | 16 kwietnia 2015  | #4.12 |
| 13 | No More Blood                    | Nigdy więcej krwi               | 19 lutego 2015       | 23 kwietnia 2015  | #4.13 |
| 14 | The Lawn Chair                   | Leżak                           | 5 marca 2015         | 30 kwietnia 2015  | #4.14 |
| 15 | The Testimony of Diego Muñoz     | Zeznanie Diego Munoza           | 12 marca 2015        | 7 maja 2015       | #4.15 |
| 16 | It’s Good to Be Kink             | Dobrze mieć bzika               | 19 marca 2015        | 7 maja 2015       | #4.16 |
| 17 | Put a Ring On It                 | Obietnica                       | 26 marca 2015        | 13 maja 2015      | #4.17 |
| 18 | Honor Thy Father                 | Szanuj ojca swego               | 2 kwietnia 2015      | 13 maja 2015      | #4.18 |
| 19 | I’m Just a Bill                  | Ustawa                          | 16 kwietnia 2015     | 20 maja 2015      | #4.19 |
| 20 | First Lady Sings the Blues       | Narzekania pierwszej damy       | 23 kwietnia 2015     | 20 maja 2015      | #4.20 |
| 21 | A Few Good Women                 | Kobiety honoru                  | 7 maja 2015          | 27 maja 2015      | #4.21 |
| 22 | You Can't Take Command           | Nie przejmiesz dowodzenia       | 14 maja 2015         | 27 maja 2015      | #4.22 |

## Sezon 5
7 maja 2015 roku, stacja ABC ogłosiła zamówienie 5 sezonu 
| Nr | Tytuł                                   | Tytuł polski                           | Premiera             | Premiera w Polsce | Kod   |
| -- | --------------------------------------- | -------------------------------------- | -------------------- | ----------------- | ----- |
| 1  | Heavy is the Head                       | Ciężką mam głowę                       | 24 września 2015     | 9 stycznia 2016   | #5.1  |
| 2  | Yes                                     | Tak                                    | 1 października 2015  | 16 stycznia 2016  | #5.2  |
| 3  | Paris is Burning                        | Paryż płonie                           | 8 października 2015  | 23 stycznia 2016  | #5.3  |
| 4  | Dog-Whistle Politics                    | Szemrana polityka                      | 15 października 2015 | 30 stycznia 2016  | #5.4  |
| 5  | You Got Served                          | Pozew                                  | 22 października 2015 | 6 lutego 2016     | #5.5  |
| 6  | Get Out of Jail, Free                   | Wyjść wolnym z więzienia               | 29 października 2015 | 13 lutego 2016    | #5.6  |
| 7  | Even the Devil Deserves a Second Chance | Nawet diabeł zasługuje na drugą szansę | 5 listopada 2015     | 20 lutego 2016    | #5.7  |
| 8  | Rasputin                                | Rasputin                               | 12 listopada 2015    | 27 lutego 2016    | #5.8  |
| 9  | Baby, It’s Cold Outside                 | Dziecinko, na dworze jest zimno        | 19 listopada 2015    | 5 marca 2016      | #5.9  |
| 10 | It's Hard Out Here for a General        | Generałowi nie jest łatwo              | 11 lutego 2016       | 12 marca 2016     | #5.10 |
| 11 | The Candidate                           | Kandydatka                             | 18 lutego 2016       | 19 marca 2016     | #5.11 |
| 12 | Wild Card                               | Dzika karta                            | 25 lutego 2016       | 26 marca 2016     | #5.12 |
| 13 | The Fish Rots from the Head             | Ryba psuje się od głowy                | 10 marca 2016        | 2 kwietnia 2016   | #5.13 |
| 14 | I See You                               | Widzę Cię                              | 17 marca 2016        | 9 kwietnia 2016   | #5.14 |
| 14 | Pencil’s Down                           | Odłóżmy ołówki na bok                  | 24 marca 2016        | 16 kwietnia 2016  | #5.15 |
| 16 | The Miseducation of Susan Ross          | Chybiona edukacja Susan Ross           | 31 marca 2016        | 23 kwietnia 2016  | #5.16 |
| 17 | Thwack                                  | Trach!                                 | 7 kwietnia 2016      | 30 kwietnia 2016  | #5.17 |
| 18 | Till Death Do Us Part                   | Póki nas śmierć nie rozłączy           | 21 kwietnia 2016     | 7 maja 2016       | #5.18 |
| 19 | Buckle Up                               | Zapnijcie pasy                         | 28 kwietnia 2016     | 14 maja 2016      | #5.19 |
| 20 | Trump Card                              | Karta atutowa                          | 5 maja 2016          | 21 maja 2016      | #5.20 |
| 21 | That's My Girl                          | Dobra robota                           | 12 maja 2016         | 28 maja 2016      | #5.21 |

## Sezon 6
4 marca 2016 roku, stacja ABC ogłosiła zamówienie szóstego sezonu, który będzie liczył 16 odcinków .
| Nr | Tytuł                   | Tytuł polski            | Premiera         | Premiera w Polsce | Kod   |
| -- | ----------------------- | ----------------------- | ---------------- | ----------------- | ----- |
| 1  | Survival of the Fittest | Przetrwają najsilniejsi | 26 stycznia 2017 | 5 sierpnia 2017   | #6.1  |
| 2  | Hardball                | Krótka piłka            | 2 lutego 2017    | 5 sierpnia 2017   | #6.2  |
| 3  | Fates Worse Than Death  | Los gorszy od śmierci   | 9 lutego 2017    | 12 sierpnia 2017  | #6.3  |
| 4  | The Belt                | Pas                     | 16 lutego 2017   | 12 sierpnia 2017  | #6.4  |
| 5  | They All Bow Down       | Wszyscy się kłaniają    | 9 marca 2017     | 19 sierpnia 2017  | #6.5  |
| 6  | Extinction              | Wymarcie                | 16 marca 2017    | 19 sierpnia 2017  | #6.6  |
| 7  | A Traitor Among Us      | Zdrajca wśród nas       | 23 marca 2017    | 26 sierpnia 2017  | #6.7  |
| 8  | A Stomach for Blood     | Mocne nerwy             | 30 marca 2017    | 26 sierpnia 2017  | #6.8  |
| 9  | Dead in the Water       | Bez szans               | 6 kwietnia 2017  | 2 września 2017   | #6.9  |
| 10 | The Decision            | Decyzja                 | 13 kwietnia 2017 | 2 września 2017   | #6.10 |
| 11 | Trojan Horse            | Koń trojański           | 20 kwietnia 2017 | 9 września 2017   | #6.11 |
| 12 | Mercy                   | Ułaskawienie            | 27 kwietnia 2017 | 9 września 2017   | #6.12 |
| 13 | The Box                 | Skrzynka                | 4 maja 2017      | 16 września 2017  | #6.13 |
| 14 | Head Games              | Gierki                  | 11 maja 2017     | 16 września 2017  | #6.14 |
| 15 | Tick, Tock              | Wyścig z czasem         | 18 maja 2017     | 23 września 2017  | #6.15 |
| 16 | Transfer of Power       | Przekazanie władzy      | 18 maja 2017     | 23 września 2017  | #6.16 |

## Sezon 7
10 lutego 2017 roku, stacja ABC ogłosiła zamówienie siódmego sezonu.
| Nr | Tytuł                          | Tytuł polski | Reżyseria           | Scenariusz                                     | Premiera             | Premiera w Polsce | Kod   |
| -- | ------------------------------ | ------------ | ------------------- | ---------------------------------------------- | -------------------- | ----------------- | ----- |
| 1  | Watch Me                       |              | Jann Turner         | Shonda Rhimes                                  | 5 października 2017  |                   | #7.01 |
| 2  | Pressing the Flesh             |              | Tony Goldwyn        | Matt Byrne                                     | 12 października 2017 |                   | #7.02 |
| 3  | Day 101                        |              | Scott Foley         | Zahir McGhee                                   | 19 października 2017 |                   | #7.03 |
| 4  | Lost Girls                     |              | Nicole Rubio        | Ameni Rozsa, Austin Guzman                     | 26 października 2017 |                   | #7.04 |
| 5  | Adventures in Babysitting      |              | Oliver Bokelberg    | Serveriano Canales, Tia Napolitano             | 2 listopada 2017     |                   | #7.05 |
| 6  | Vampires and Bloodsuckers      |              | Jann Turner         | Chris Van Dusen, Tia Napolitano                | 9 listopada 2017     |                   | #7.06 |
| 7  | Something Borrowed             |              | Sharat Raju         | Mark Fish                                      | 16 listopada 2017    |                   | #7.07 |
| 8  | Robin                          |              | Daryn Okada         | Juan Carlos Fernandez                          | 18 stycznia 2018     |                   | #7.08 |
| 9  | Good People                    |              | Nzingha Stewart     | Shonda Rhimes, Jess Brownell, Nicholas Nardini | 25 stycznia 2018     |                   | #7.09 |
| 10 | The People v. Olivia Pope      |              | Kerry Washington    | Ameni Rozsa                                    | 1 lutego 2018        |                   | #7.10 |
| 11 | Army of One                    |              | Allison Liddi-Brown | Austin Guzman                                  | 8 lutego 2018        |                   | #7.11 |
| 12 | Allow Me to Reintroduce Myself |              | Tony Goldwyn        | Raamla Mohamed                                 | 1 marca 2018         |                   | #7.12 |
| 13 | Air Force Two                  |              | Valerie Weiss       | Severiano Canales                              | 8 marca 2018         |                   | #7.13 |
| 14 | The List                       |              | Greg Evans          | Jess Brownell, Juan Carlos Fernandez           | 15 marca 2018        |                   | #7.14 |
| 15 | The Noise                      |              | Greg Evans          | Raamla Mohamed, Jeremy Gordon                  | 29 marca 2018        |                   | #7.15 |
| 16 | People Like Me                 |              | Joe Morton          | Chris Van Dusen                                | 5 kwietnia 2018      |                   | #7.16 |
| 17 | Standing in the Sun            |              | Jann Turner         | Mark Fish, Matt Byrne                          | 12 kwietnia 2018     |                   | #7.17 |
| 18 | Over a Cliff                   |              | Tom Verica          | Shonda Rhimes                                  | 19 kwietnia 2018     |                   | #7.18 |